# Эрикур, Даниэль
Даниэль Эрикур (фр. Daniel Ericourt; 12 декабря 1903, Жоссиньи, департамент Сена и Марна, Франция — 21 июня 1998, Гринсборо, штат Северная Каролина, США) — французский и американский пианист и музыкальный педагог.
В девятилетнем возрасте поступил в Парижскую консерваторию, учился у Жоржа Фалькенберга, Сантьяго Риеры, Роже-Дюкаса, занимался также под руководством Нади Буланже. Вместе с Эрикуром учился Аарон Копленд; считается, что Эрикур первым публично исполнил его произведения. Подростком познакомился с Клодом Дебюсси и на всю жизнь сохранил особое пристрастие к его музыке. С оркестром дебютировал в 1923 г. (дирижёр Габриэль Пьерне). В 1926 г. по рекомендации американского друга Дебюсси Артура Хартмана получил место преподавателя в Консерватории Цинциннати (до 1934 г.) и всю оставшуюся жизнь провёл в США, с перерывами на разнообразные международные гастроли. В дальнейшем преподавал в Консерватории Пибоди (1957—1963) и, в наибольшей степени, в Университете Северной Каролины в Гринсборо (1964—1976), который в 1979 г. удостоил Эрикура степени почётного доктора. В 1967 г. женился на своей ученице, пианистке Джейн Уинфилд, и в последующие годы много выступал в дуэте с ней. Дал последний концерт в 90-летнем возрасте, составив всю программу из сочинений Дебюсси; часть записей Дебюсси, осуществлённых Эрикуром в 1950-60-е гг., была перевыпущена после его смерти.